# Бетонски пешачки мост преко Лепенице у Крагујевцу
Бетонски пешачки мост преко Лепенице у Крагујевцу подигнут је 1927. године. Изграђен је на месту где се некада налазио стари дрвени мост који је повезивао Двор кнеза Милоша на левој и Стару цркву на десној обали Лепенице.
Вредност моста чини једноставна и ненаметљива архитектура. Распон моста је 34 метара и ограђен је бетонском оградом. На крајевим ограде су постоља за декоративну расвету, а на средини ограде моста је написана година изградње.